# 食人魔鳄属
食人魔鳄属（学名：Ogresuchus）为西贝鳄科的一个属。

## 下属物种
本属包括以下物种：
- Ogresuchus furatus Sellés, Blanco, Vila, Marmi, López-Soriano, Llácer, Frigola, Canals & Galobart, 2020[2]